# 圖爾比夫
圖爾比夫（羅馬化：Turbiv），又按俄语名译为图尔博夫，是烏克蘭西南部文尼察州文尼察区图尔比夫市镇内的市级鎮及其行政中心。距離利波韋茨31公里和文尼察25公里，始建於1545年，面積7平方公里，2011年人口6,558，人口密度每平方公里936.86人。2019年人口6,268。

## 历史
图尔比夫第一次在史料中被提及是1545年。1853年曾爆发天花。1900年开设15张病床的诊所。
1918年3月奥匈帝国占领了此地，直到第一次世界大战结束。随后彼得留拉、邓尼金、波兰人和苏联红军先后占领此地。
苏德战争期间的1941年7月20日至1944年3月12日，图尔比夫被纳粹德国侵占；沦陷期间，当地居民组织了游击队和地下抵抗组织，共有约300人因此牺牲。甚至有市民只因为他的女儿向德国士兵吐口水就被绞死、女儿则被运往纳粹集中营。
在战火中，图尔比夫大量房屋、农庄、图书馆和学校毁于战火。战后图尔比夫开始重建，并为牺牲的战士和市民树立纪念碑。至1950年，当地经济基本恢复到战前水平。1956年成为市级镇。
2020年7月18日乌克兰行政区划改革后，图尔比夫改隶属于文尼察州文尼察区。

## 经济
1861年建立了糖厂，苏联成立后，糖厂被国有化，并分配1150公顷土地用于种植甜菜。
该地在1912年建立了高岭土工厂。高岭土工厂在内战后恢复生产，1926年产量5000吨，1937年上升到3.8万吨。
战后，当地的糖厂和高岭土工厂陆续复工，还建起了玻璃厂。

## 教育
1880年设立教会学校，1920年建立起服务于工农阶级的学校。1929年，两所七年制中学开学，同时糖厂和高岭土厂也进行培训。1935至1938年，两所幼儿园陆续建立。1954年，超过半数的市民受过中等教育。到1970年，全市学校有68名教师和1343名学生。市内4座图书馆藏书超过15万册。

## 图集

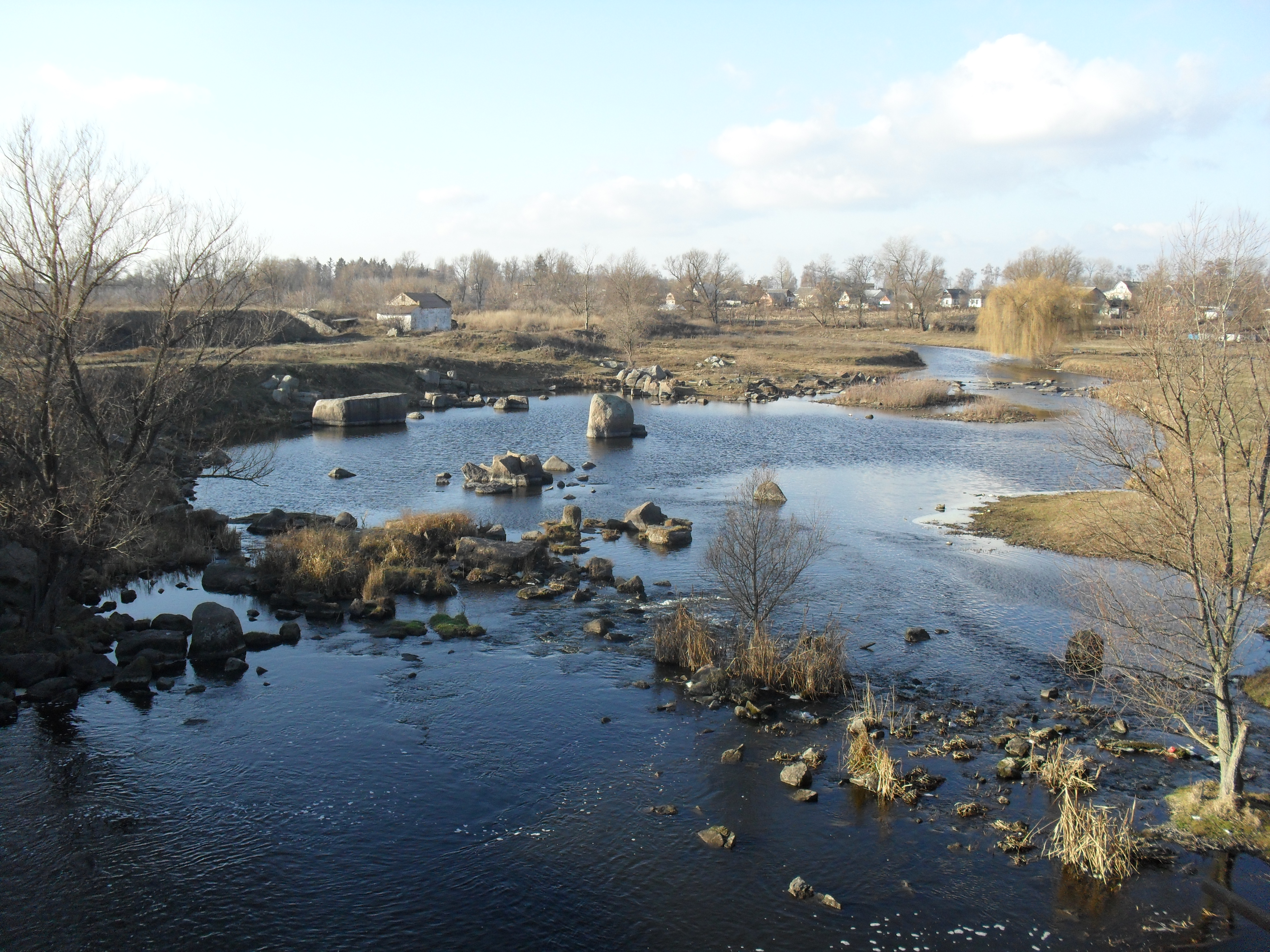
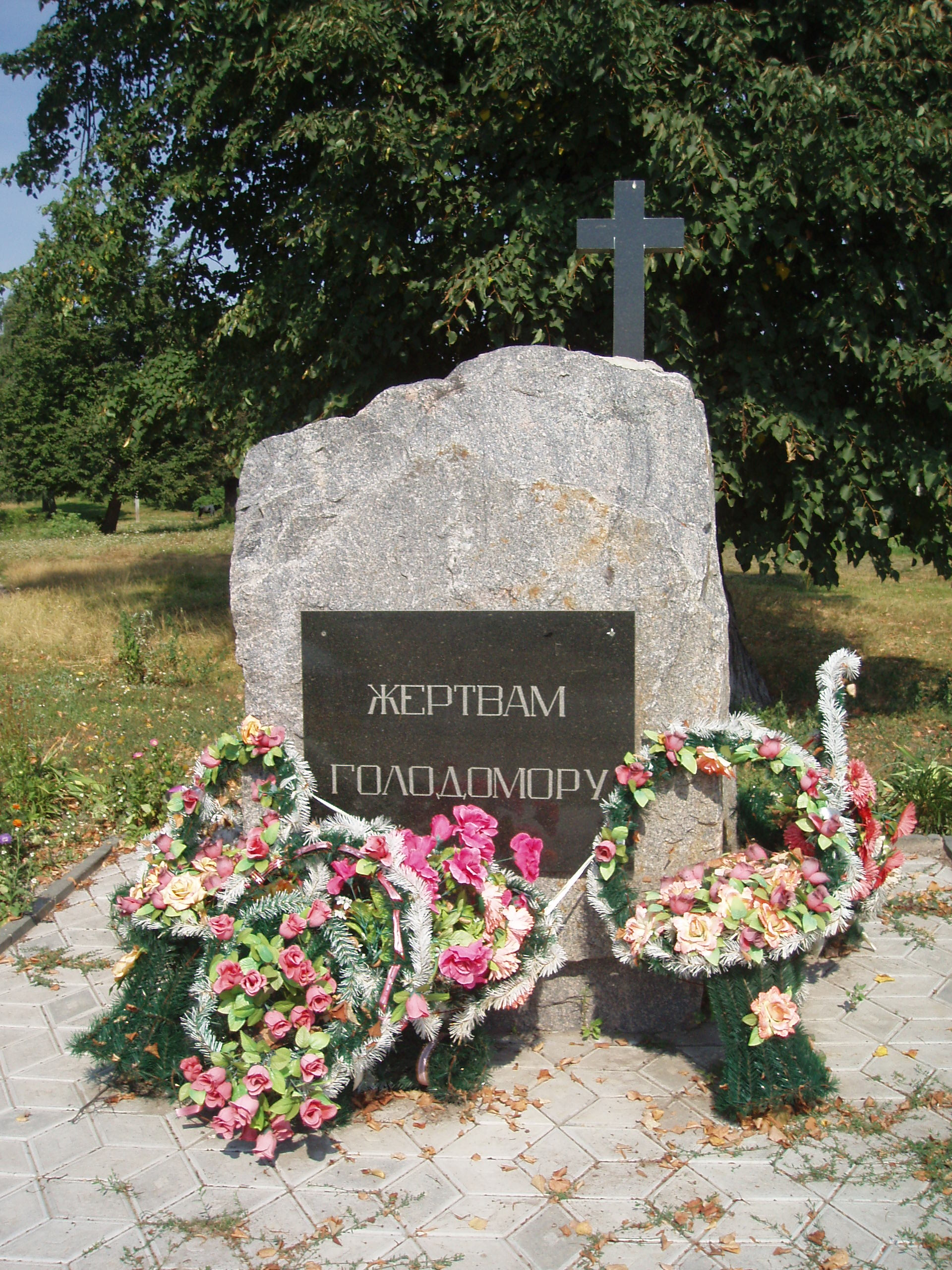
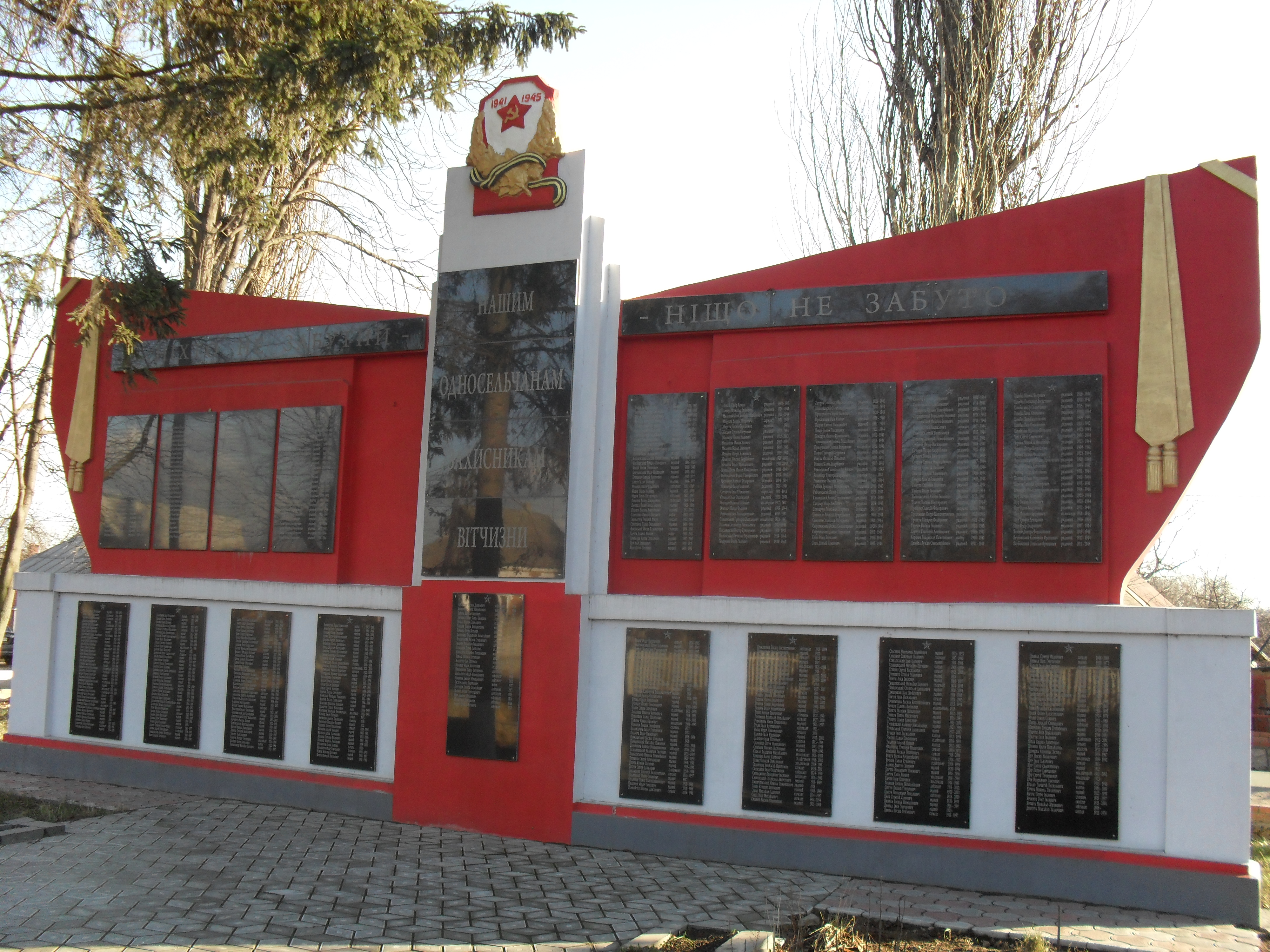
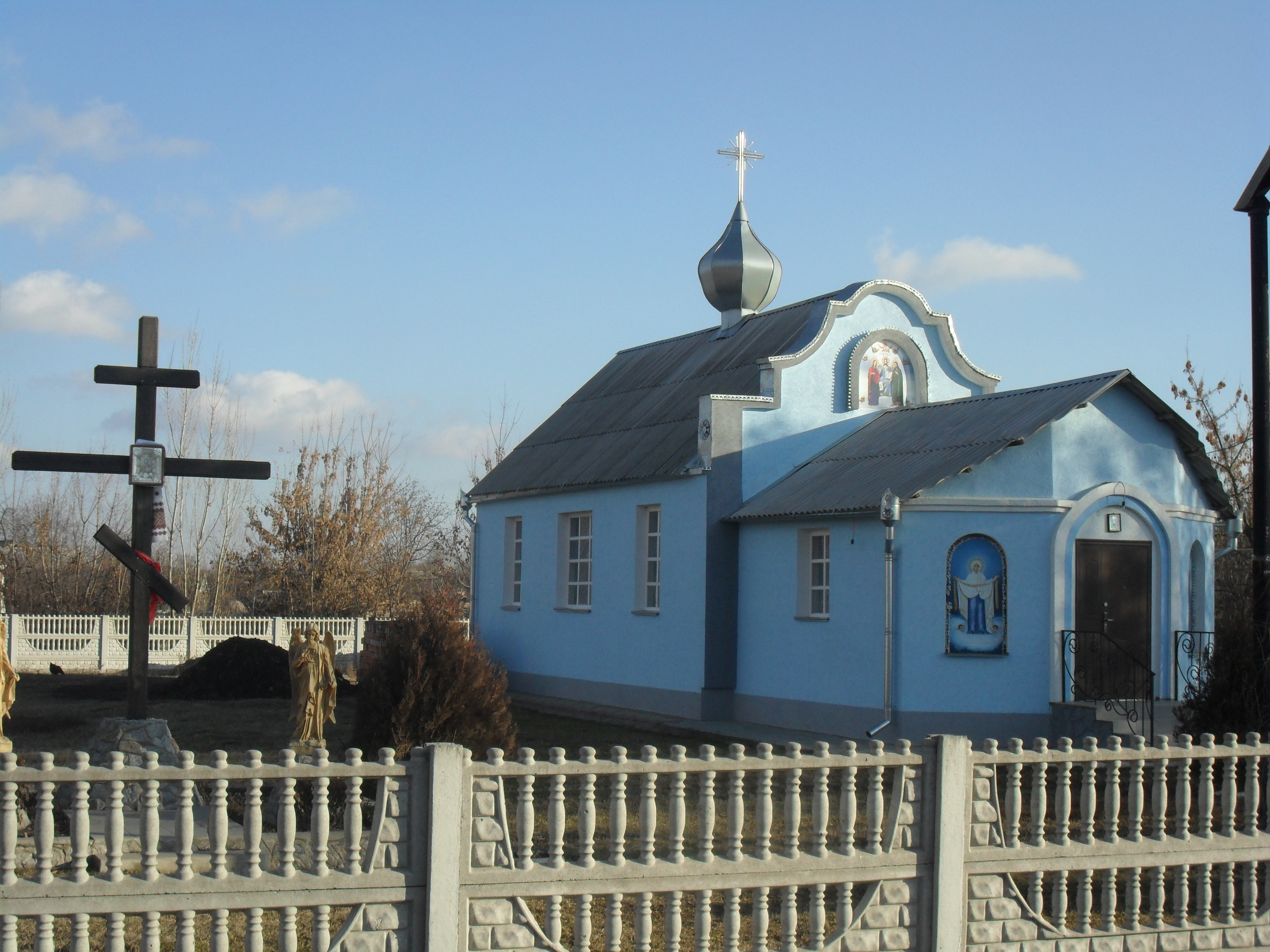
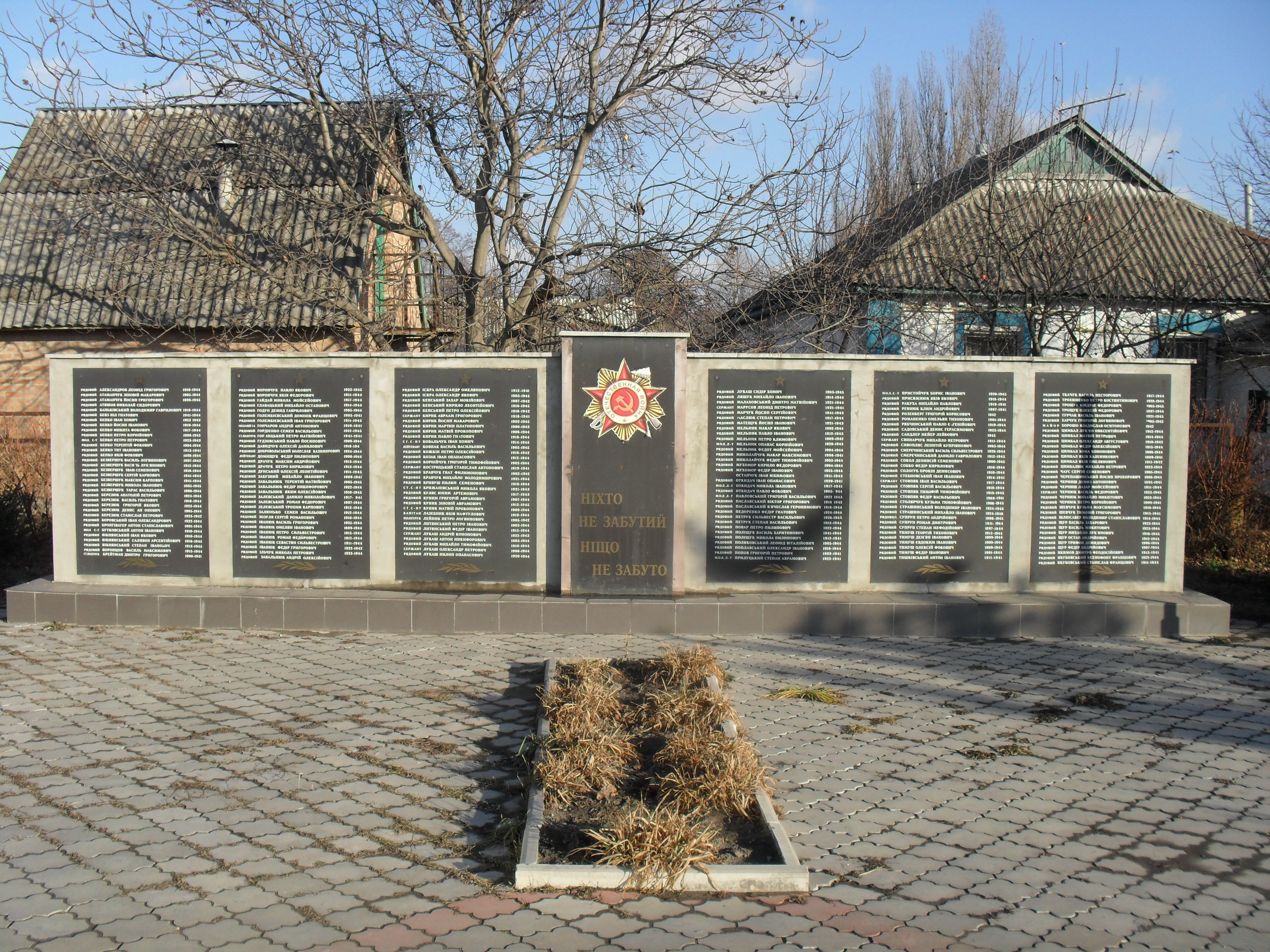
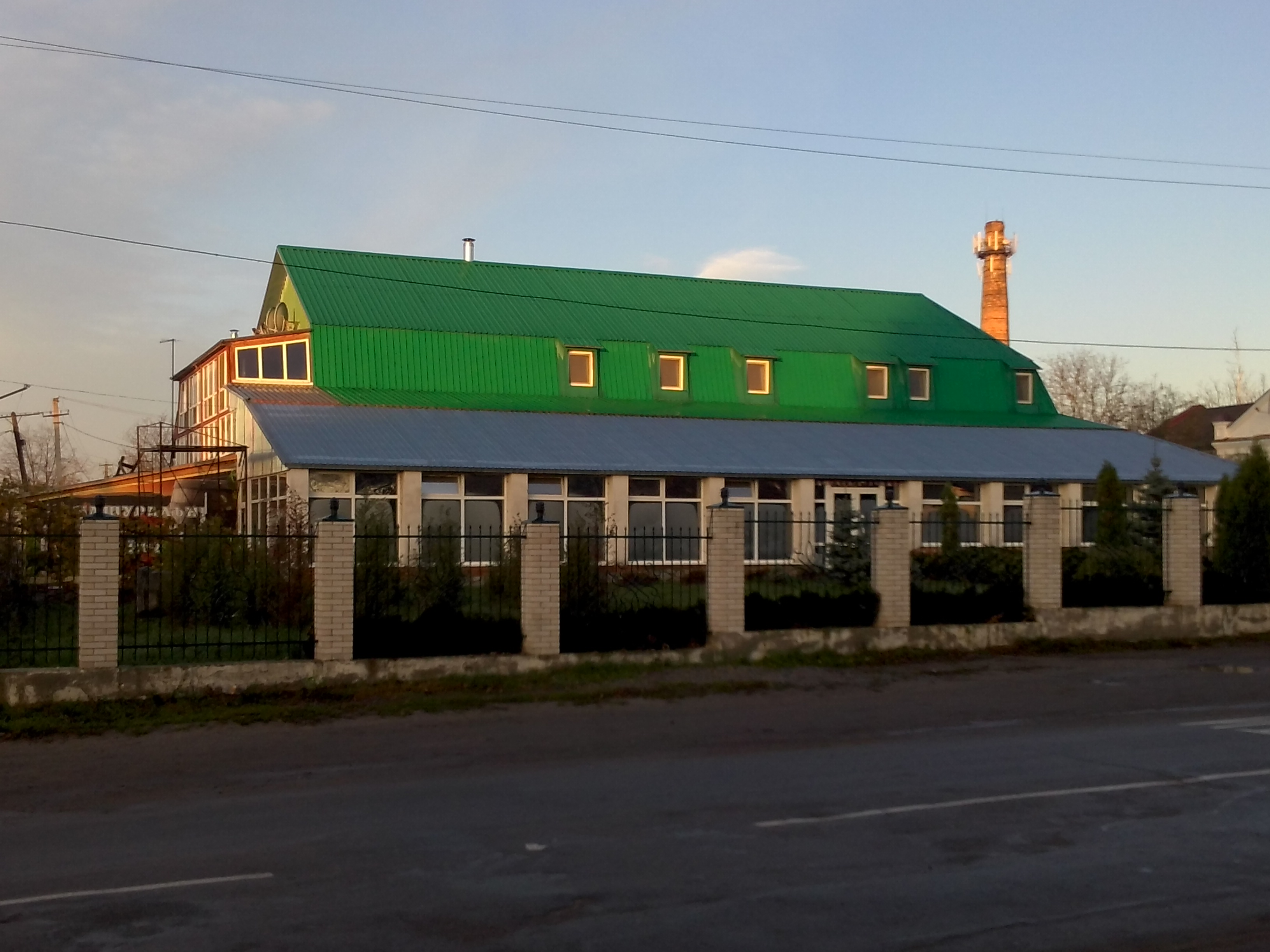
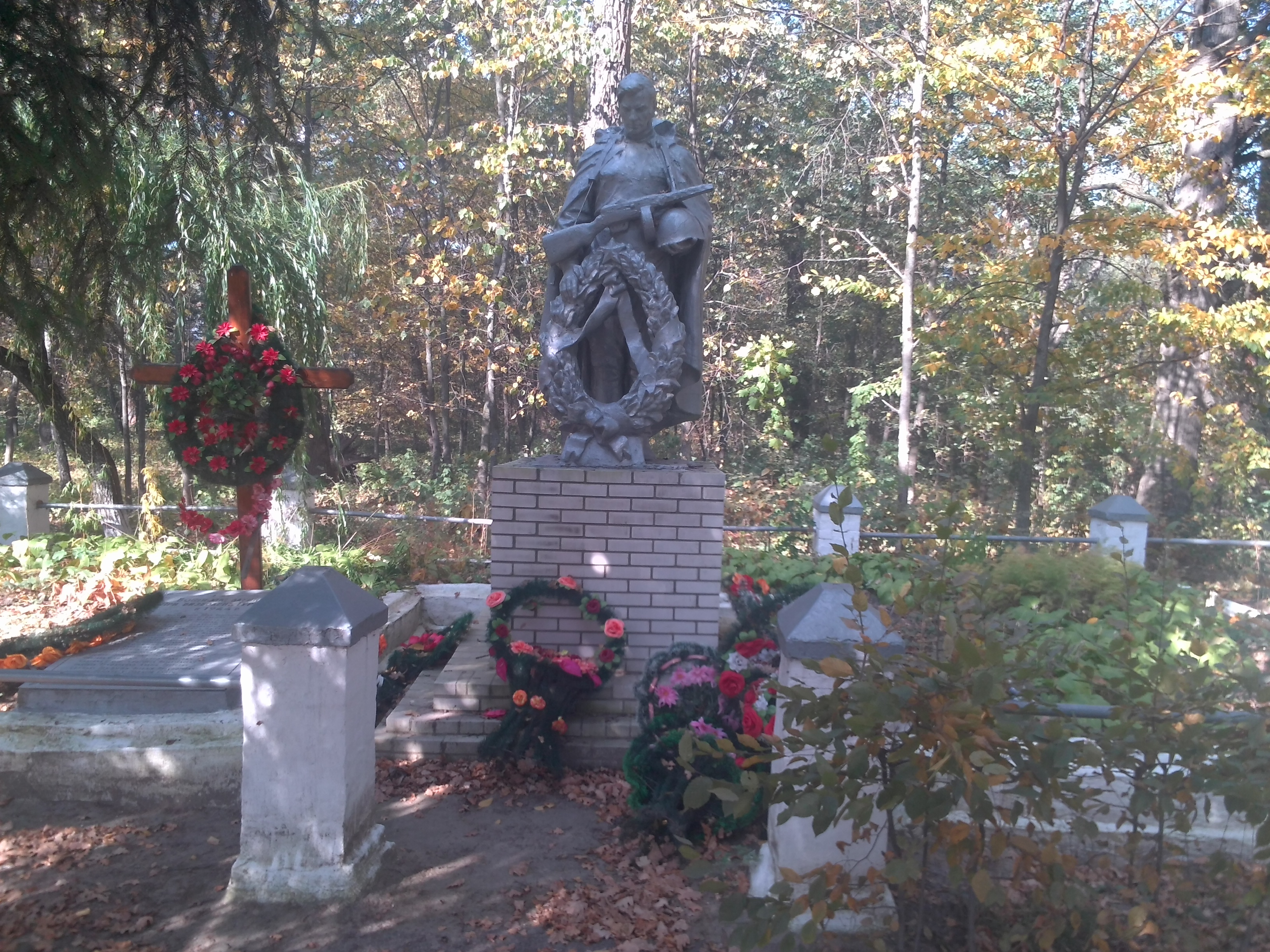
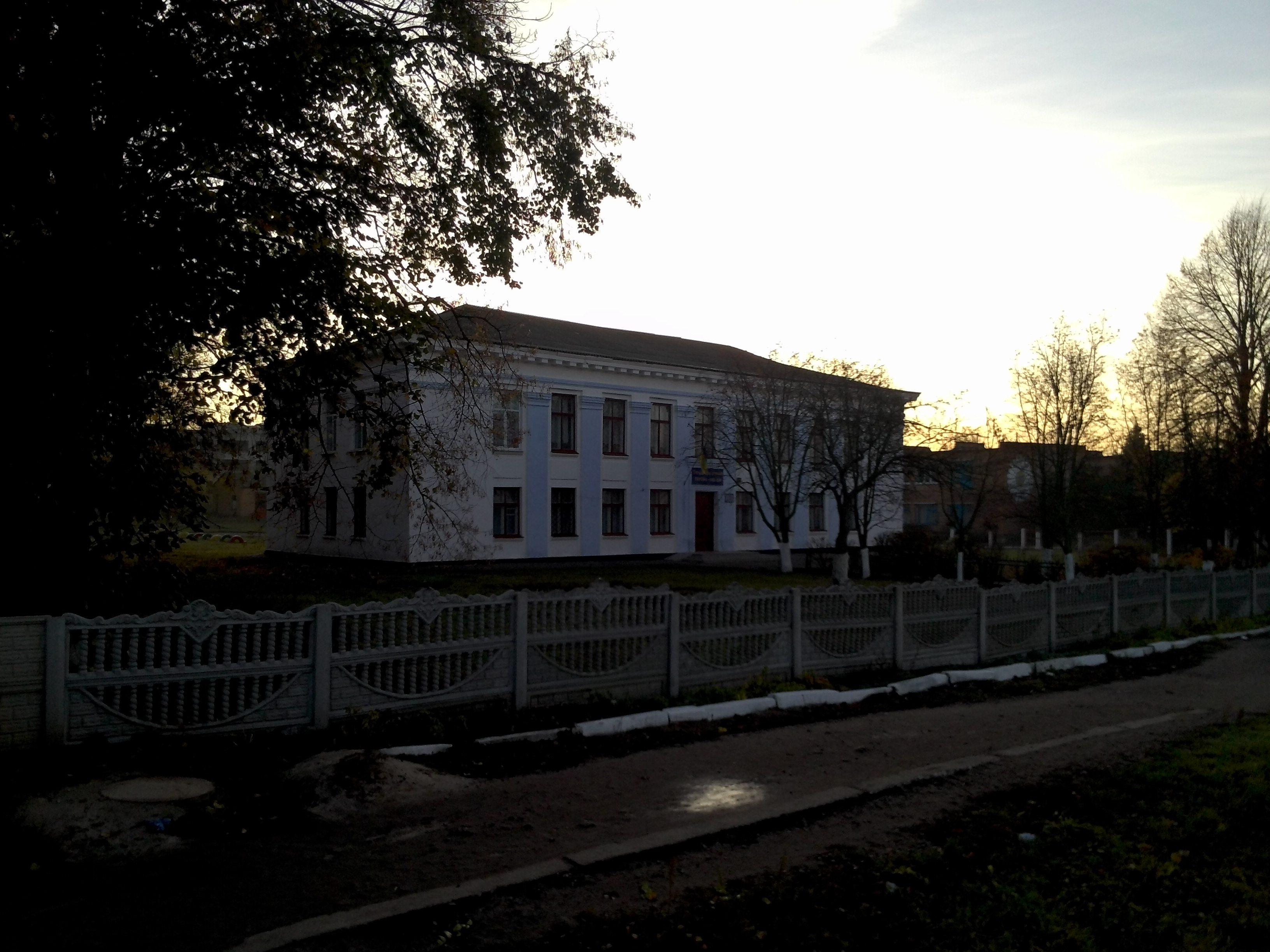
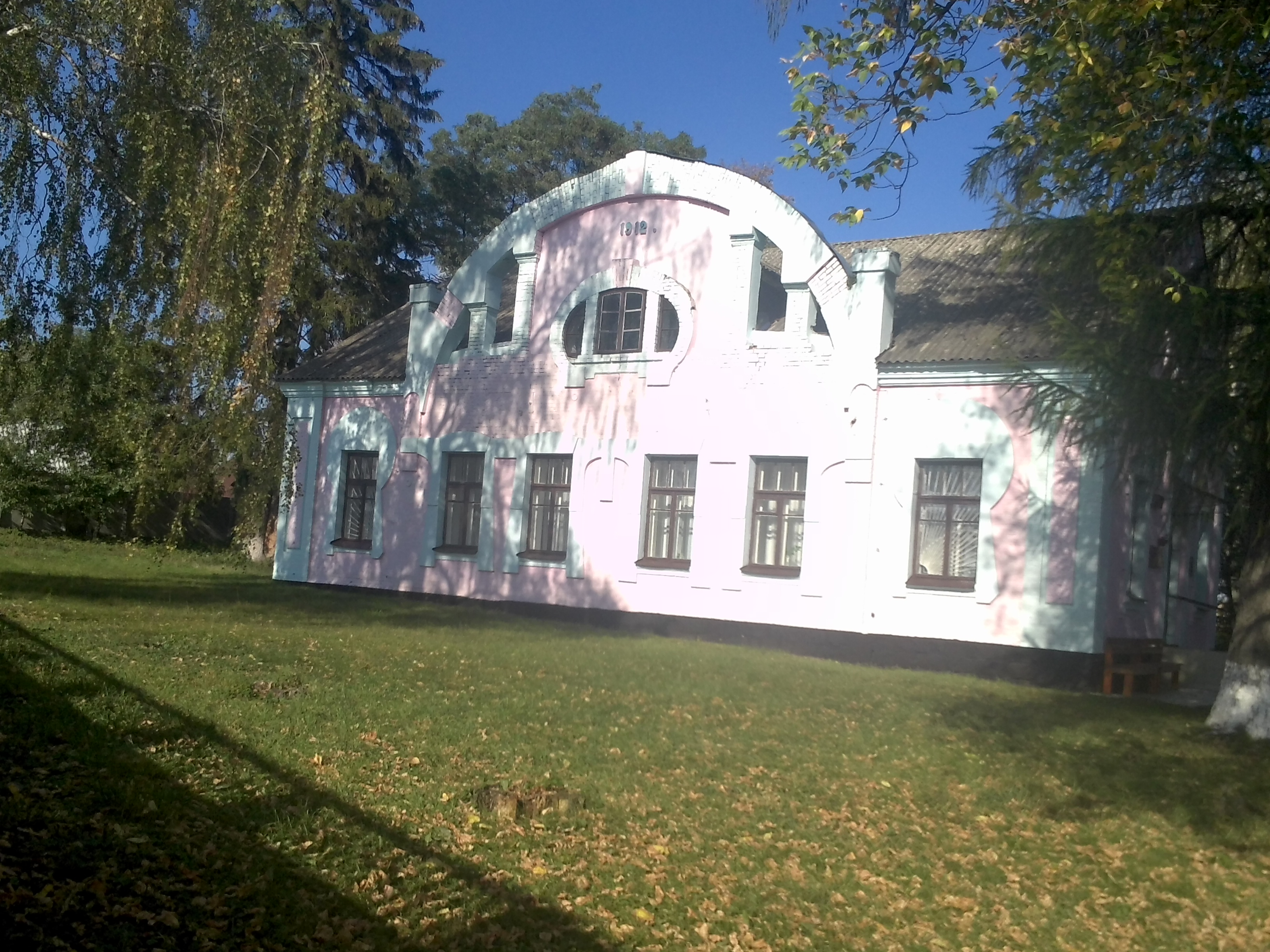

## 備註
1. ↑  俄語：